# Podegrodzie
Podegrodzie è un comune rurale polacco del distretto di Nowy Sącz, nel voivodato della Piccola Polonia.
Ricopre una superficie di 63,74 km² e nel 2004 contava 11 471 abitanti.